# Liste der Bodendenkmäler in Geschaidt (gemeindefreies Gebiet)
Auf dieser Seite sind die Bodendenkmäler in dem mittelfränkischen gemeindefreien Gebiet Geschaidt zusammengestellt. Diese Tabelle ist eine Teilliste der Liste der Bodendenkmäler in Bayern. Grundlage ist die Bayerische Denkmalliste, die auf Basis des Bayerischen Denkmalschutzgesetzes vom 1. Oktober 1973 erstmals erstellt wurde und seither durch das Bayerische Landesamt für Denkmalpflege geführt wird. Die folgenden Angaben ersetzen nicht die rechtsverbindliche Auskunft der Denkmalschutzbehörde.

| Lage                 | Objekt                                                                                     | Akten-Nr.     | Bild |
| -------------------- | ------------------------------------------------------------------------------------------ | ------------- | ---- |
| Geschaidt (Standort) | Befestigung vor- und frühgeschichtlicher Zeitstellung.                                     | D-5-6433-0066 |      |
| Geschaidt (Standort) | Bestattungsplatz vorgeschichtlicher Zeitstellung mit Grabhügel.                            | D-5-6432-0082 |      |
| Geschaidt (Standort) | Bestattungsplatz mit Grabhügeln vorgeschichtlicher Zeitstellung.                           | D-5-6433-0065 |      |
| Geschaidt (Standort) | Streckenabschnitt der mittelalterlichen bis frühneuzeitlichen Altstraße Sächsische Straße. | D-5-6432-0222 |      |
| Geschaidt (Standort) | Streckenabschnitt der mittelalterlichen bis frühneuzeitlichen Altstraße SächsischeStraße.  | D-5-6433-0265 |      |